# Туоминен, Арвид Оскарович
Арвид Оскарович Туоминен (фин. Arvo Tuominen, позывной «Пойка», фин. Poika; 5 сентября 1894 — 27 мая 1981) — финский революционер-коммунист, социал-демократический журналист, политик и писатель.
В 1920 году Туоминену дали прозвище «Пойка» из-за его мальчишеской внешности; poika в переводе с финского означает «мальчик».

## Биография
Туоминен родился в 1894 году в Куотила (часть Хямеэнкюрё) в семье сельского плотника Оскара Михайловича Туоминена. В 1912 году он переехал в Тампере, чтобы стать учеником плотника, и вскоре вступил в Социал-демократическую партию Финляндии. Во время Гражданской войны в Финляндии в начале 1918 года Туоминен встал на сторону финских красногвардейцев и редактировал Kansan lehti, радикальную социал-демократическую газету в Тампере. Вскоре после взятия города белогвардейцами в апреле его арестовали, но вскоре отпустили. После разгрома Красной гвардии в мае 1918 года несколько финских радикальных социал-демократических лидеров бежали в Россию, где они откололись от основного течения Финской социал-демократической партии и основали Коммунистическую партию Финляндии в Петрограде в августе-сентябре 1918 года.
Туоминен стал сторонником фракции Отто Куусинена внутри партии. В 1921 году он поехал в Петроград, где сторонники Куусинена при поддержке руководства Коминтерна успешно бросили вызов сторонникам Куллерво Маннера на очередном партийном съезде. Туоминен был избран в ЦК партии и возглавил ее финское бюро. Вернулся в Финляндию, где 26 января 1922 года был арестован, а затем заключен в тюрьму за публикацию прокламации, призывавшей финских рабочих воевать на стороне СССР во время советско-финляндского конфликта из-за Карелии. Он был освобожден из лагеря для военнопленных Таммисаари весной 1926 года и был избран секретарем Финской федерации профсоюзов. В апреле 1928 года его снова арестовали за поддержание связей с Советским Союзом и запрещенной Коммунистической партией.
В конце 1932 года Туоминен был освобожден условно-досрочно и получил письмо от Куусинена, бывшего тогда одним из секретарей Коминтерна, с призывом переехать в Советский Союз. Туоминен тайно уехал в Швецию, а затем, в апреле 1933 года, в Советский Союз, где поселился в квартире Куусинена. Он прошел ускоренный курс в Международной ленинской школе и был назначен Генеральным секретарем Коммунистической партии Финляндии, а также стал членом Президиума Исполкома Коминтерна.
Туоминен был личным свидетелем Большого террора, пока в начале 1938 года не смог уехать из Москвы в Стокгольм. 13 ноября 1939 года ему было приказано вернуться в Москву. Позже Туоминен утверждал, что его отзывают, чтобы он стал главой коммунистического правительства Финляндской Демократической Республики, которое Сталин планировал установить в Финляндии. Однако, по словам Туоминена, он отказался подчиниться приказу, порвал с Советским Союзом и приказал Коммунистической партии Финляндии не помогать Красной Армии во время Зимней войны, а вместо этого сражаться за Финляндию.
Исследование финского историка Киммо Рентолы выявило несколько иную историю. Когда началась Зимняя война, Туоминен сначала был в восторге от войны в ожидании быстрой победы Советского Союза. Однако, когда советское наступление остановилось, а международное мнение сплотилось в поддержку Финляндии, Туоминен начал сомневаться. Он стал избегать контактов с Москвой и посылал прощупывания финским социал-демократам. Только после окончания Зимней войны Туоминен сделал шаг к разрыву своих связей с Советским Союзом и начал писать антикоммунистические брошюры, получившие широкую огласку в Финляндии. Туоминен ушел в подполье в Швеции, и Москве потребовалось некоторое время, чтобы узнать, что произошло. Позже в финском коммунистическом движении Туоминен стал известен как последний предатель.
Туоминен оставался в Швеции до 1956 года, когда он вернулся в Финляндию и опубликовал три тома мемуаров-бестселлеров в 1956–1958 годах. В особенности второй том, «Кремлин келлот» («Колокола Кремля»), оказал большое влияние на Финляндию, поскольку он представляет собой критическое описание и взгляд изнутри на Советский Союз при Сталине, написанный бывшим ведущим финским коммунистом, который встречался как с Лениным, так и со Сталиным. Туоминен вступил в Социал-демократическую партию, пять лет редактировал ее газету Kansan Lehti в Тампере и стал членом парламента на один срок (1958–1962). 
Туоминен умер в Тампере в 1981 году. Он был последним выжившим бывшим членом Президиума Коминтерна.

## Внешние ссылки
- Арво Туоминен, финский парламент